# Objetivo de Desarrollo Sostenible 4
El Objetivo de Desarrollo Sostenible 4 (Objetivo 4 u ODS 4) trata sobre "educación de calidad" y es uno de los 17 Objetivos de Desarrollo Sostenible (ODS) establecidos por las Naciones Unidas en 2015. 
El título completo del ODS 4 es: "Garantizar una educación inclusiva, equitativa y de calidad y promover oportunidades de aprendizaje durante toda la vida para todos". El Objetivo tiene metas que deben alcanzarse para 2030. El progreso hacia las metas se medirá mediante indicadores.
El objetivo del ODS 4 es proveer a los niños y jóvenes de educación de calidad y fácil acceso y otras oportunidades de aprendizaje, una de sus metas es lograr literatura y aritmética universal. Un componente principal en la adquisición de los conocimientos y perfiles valiosos es el ambiente de aprendizaje. Por lo tanto, la necesidad urgente de construir más facilidades de educación y de también actualizar las existentes para proveer ambientes de aprendizaje seguros, inclusivos y efectivos para todos. El progreso en los desarrollos para lograr estas metas se miden usando once indicadores.
La educación es vista como una fuerza para el desarrollo sostenible y la paz. Los niños y jóvenes que logran ciertas capacidades como leer, escribir o contar son más propensos a tener mejor futuros que aquellos que no lo tuvieron. La educación es la clave para la prosperidad y abrir el mundo de nuevas oportunidades. El mundo está cambiando y la globalización requiere que la población mundial se adapte rápidamente y aprenda a trabajar con nuevas tecnologías. La educación ayuda a desarrollar inteligencia y capacidad intelectual en humanos, y aumenta la probabilidad de romper el ciclo de la pobreza.
La prevalencia de extrema pobreza, insurgencia, conflictos comunales y otros factores ha reducido el progreso en algunos países en desarrollo. Los niños de los hogares pobres tienen una mayor probabilidad de abandonar la escuela que los de los hogares más ricos. Las disparidades entre las zonas rurales y urbanas siguen siendo elevadas. En Asia occidental y África del Norte, el conflicto armado en curso ha visto un aumento en el número de niños sin escolarizar. El África subsahariana logró el mayor progreso en la matriculación en la escuela primaria entre todas las regiones en desarrollo: del 52% en 1990 al 78% en 2012, pero aún persisten grandes disparidades.
Sin embargo, los estudios de Hidalgo-Capitán et al. (2019) critican y desmontan el planteamiento de los Objetivos del Desarrollo Sostenible, ofreciendo una visión alternativa con los Objetivos del Buen Vivir.

## Contexto
"Educación para todos" ha sido siempre un eslogan popular y puesta de atención en cursos de desarrollo internacional desde 1990. Fue considerado crítico al inicio de los Objetivos de Desarrollo Sostenible y etiquetado como ODS4.

## Organizaciones
Las organizaciones que están involucradas en asegurar que se logre una educación de calidad son:
- Plan International
- UNESCO
- UNICEF
- Asociación mundial para la educación
- Iniciativa de las Naciones Unidas para la educación de las niñas
- Asociación Internacional de Educación Infantil

Los Cursos en Línea Masivos y Abiertos (MOOC) son educación abierta gratuita que se ofrece a través de plataformas en línea. La filosofía de los Cursos en Línea Masivos y Abiertos era abrir la educación terciaria de calidad a un público más amplio y son una herramienta importante para alcanzar el ODS 4. Al mismo tiempo también contribuyen al ODS 5, ya que brindan a las mujeres y niñas un mejor acceso a la educación.

## Características
La educación para el desarrollo sostenible (EDS) es un campo disciplinar que busca generar mecanismos y propuestas educativas para educar a niños, jóvenes y adultos en el desarrollo sostenible. El concepto surgió a partir de la Cumbre de la Tierra de Río de Janeiro en 1992,y se consolidó con el lanzamiento del Decenio para la Educación para el Desarrollo Sostenible (2005-2014) por parte de la UNESCO. Posteriormente, la EDS fue incorporada en la Agenda 2030, cristalizada en el Objetivo de Desarrollo Sostenible 4, centrado en una "educación de calidad".También se reconoce su importancia en el Acuerdo de París.